# Muklesút indiánok

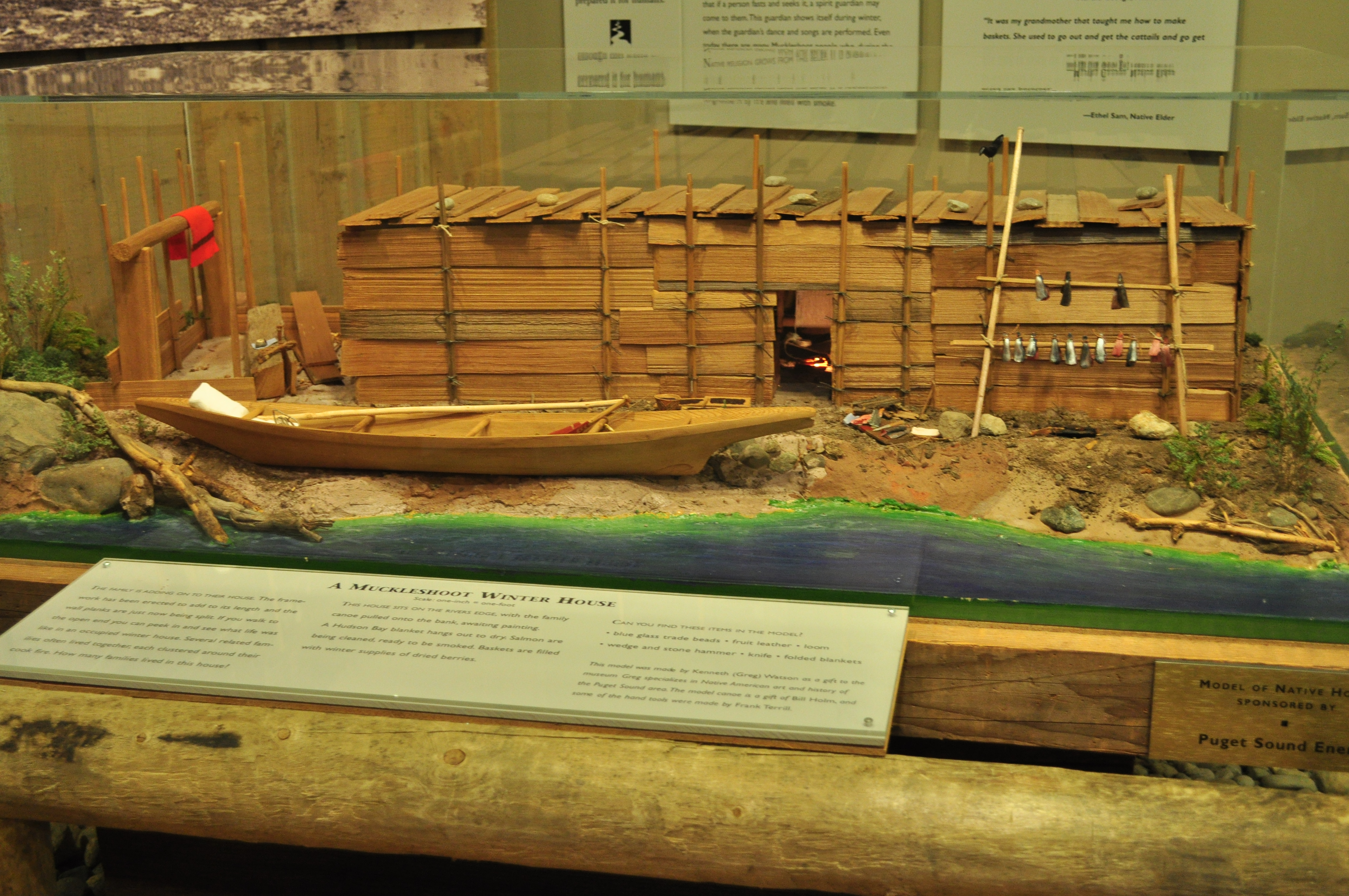
Téli kunyhó modellje a White River Valley Museumban

A muklesút indiánok (muckleshoot) az USA Washington államában, Seattle és Auburn közelében élnek.
Az 1855–1856-os Puget Sound-i háborút követően megalakult Muklesút Indián Törzs az őslakosok hivatalos szerve, amely a buklsuhlsz, duvamis, sznokvalmi, felső-pujallup, szkekomis, szmulkamis, szkopamis, tkvakvamis, tilalkoamis és dothliuk csoportokat képviseli. (angolos írásmóddal: buklshuhls, duwamish, snoqualmie, upper-puyallup, skekomish, smulkamish, skopamish, tkwakwamish, tilalkoamish, dothliuk).

## Történet

### Kapcsolat a gyarmatosítókkal
Az őslakosok védtelenek voltak az európaiak által behurcolt fertőzésekkel szemben, így a tizenkilencedik század közepére számuk jelentősen csökkent. A telepesek növekvő száma a Puget Sound-i háborúhoz vezetett, melynek végén az őslakosokat az Auburn melletti rezervátumba kényszerítették.

### A huszadik századtól
Auburn fejlődésével egyre több bevándorló jelent meg, akik meg akarták akadályozni, hogy az őslakosok a területen halásszanak és vadásszanak. Az 1970-es és 1980-as években zajló, halászháborúként is ismert tüntetések során az indiánok követelték, hogy továbbra is halászhassanak és vadászhassanak a rezervátumon kívül. Egy szövetségi döntés kimondta, hogy az őslakosoknak továbbra is joguk van tradicionális területeik látogatására.
Mivel a folyók szabályozásával a lazacpopuláció csökkent, a muklesútok kénytelenek voltak más megélhetési forrás felé nézni. A Muklesút Bingó kaszinó a huszadik század végén nyílt meg.

## Rezervátum
A muklesút törzs főleg a 6,13 négyzetkilométer területű, a Zöld és Fehér folyók közelében fekvő Muklesút rezervátumban él. A 2000. évi népszámláláskor a rezervátumnak 3606 lakosa volt (közülük 28,65 százalék vallotta kizárólag indiánnak magát), ezzel a törzs Washington állam egyik legnagyobb őslakos csoportja. A rezervátum egy része Auburnhöz tartozik, lakosainak 72%-a a város területén él.
A muklesútok korábban más csoportokat is asszimiláltak, az ő gyerekeiket pedig a muklesútok kultúrájára tanították.

## Közigazgatás
Az indián törzsi szervezetek megalakulását az 1934-es Indian Reorganization Act tette lehetővé. A muklesútok törzsi tanácsa 1941-ben fogadta el alkotmányát; a szervezet kilenc tagja az általános tanácsnak felel. A rendőri feladatokat King megye seriffjének hivatala látja el.
A törzs 2013. november 6-án 390 négyzetkilométernyi erdős területet vásárolt.

## Kultúra
Ugyan képzett vadászok voltak, az őslakosok elsősorban halásztak. A kifogott lazacot megosztották más törzsekkel is; mivel túlélésük múlt rajta, a halakkal tisztelettel bántak.
Az első lazacok ünnepe során a hal maradványait a fogás helyére dobják vissza, hogy az beszámolhasson a többieknek; egy másik hagyomány részeként a hal csontjait visszadobják, hogy az a következő íváskor újjászülethessen.
Az őslakosok több kézműves tevékenységet (szövés, fafaragás, kosárfonás) is folytattak. Társadalmuk három szintből állt: a nemesek, a középosztály és a háborúk és rajtaütések során túszul ejtett szolgák.

## Fordítás
- Ez a szócikk részben vagy egészben  a   Muckleshoot című angol Wikipédia-szócikk ezen változatának fordításán alapul.  Az eredeti cikk szerkesztőit annak laptörténete sorolja fel. Ez a jelzés csupán a megfogalmazás eredetét és a szerzői jogokat jelzi, nem szolgál a cikkben szereplő információk forrásmegjelöléseként.